# Patric Müller
Patric Müller (* 4. Januar 1967 in Gau-Bischofsheim) ist ein deutscher Politiker (SPD). Er ist seit 2004 Ortsbürgermeister von Gau-Bischofsheim und seit 18. Mai 2021 direkt gewählter Abgeordneter im rheinland-pfälzischen Landtag (Wahlkreis Mainz III).

## Leben
Nach der mittleren Reife absolvierte er 1983 eine Ausbildung zum Elektroinstallateur in Mainz und legte 1994 bei der Handwerkskammer Rheinhessen die Meisterprüfung ab. Seit 1996 ist er mit Firmensitz in Gau-Bischofsheim selbstständig tätig. Müller war 27 Jahre, hierbei von 1992 bis 2007 in der Wehrführung der Freiwilligen Feuerwehr seiner Heimatgemeinde, aktiv. 2019 erhielt er hier die Ehrenmitgliedschaft. Seit 2013 ist er Sitzungspräsident im örtlichen Geselligkeitsverein „Fidele Brüder“.

## Politik
Patric Müller trat 1989 in die SPD ein. Seit 1994 ist er Mitglied im Gemeinderat von Gau-Bischofsheim und von 1999 bis 2007 sowie seit 2009 im Rat der Verbandsgemeinde Bodenheim. 2004 wurde er zum Ortsbürgermeister von Gau-Bischofsheim gewählt und bei den darauffolgenden Kommunalwahlen (zuletzt 2019) bestätigt. Von 2009 bis 2013 gehörte er dem Kreisvorstand der SPD Mainz-Bingen an. Seit 2008 ist er Vorsitzender des SPD-Ortsvereins Gau-Bischofsheim.
Nachdem für die Landtagswahl 2021 ein neuer Wahlkreis gebildet wurde, dem neben den Mainzer Stadtteilen Finthen, Drais, Marienborn, Lerchenberg, Ebersheim, Laubenheim auch die Verbandsgemeinde Bodenheim angehört, wurde Müller von den SPD-Delegierten am 27. Juni 2020 als Kandidat nominiert.
Müller sprach sich unter anderem für ein Wahlrecht ab 16 Jahren und eine Verschärfung der Mietpreisbremse aus. Bei der Wahl am 14. März 2021 gewann er mit 33,9 Prozent der Erststimmen das Direktmandat im Wahlkreis Mainz III. Müller engagiert sich für die Stärkung, Förderung und personelle Unterstützung ehrenamtlicher Ortsbürgermeisterinnen und Ortsbürgermeister in Rheinland-Pfalz. Er ist Mitglied in den Landtagsausschüssen Klima, Energie, Mobilität sowie Landwirtschaft & Weinbau.
Beim Landesparteitag am 4. November 2023 wählten ihn die Delegierten zum Beisitzer in den Vorstand der SPD Rheinland-Pfalz.